# Casina
Casina is een gemeente in de Italiaanse provincie Reggio Emilia (regio Emilia-Romagna) en telt 4423 inwoners (31-12-2004). De oppervlakte bedraagt 63,7 km², de bevolkingsdichtheid is 70 inwoners per km².

## Buurtschappen
De volgende frazioni maken deel uit van de gemeente: Banzola, Barazzone, Beleo, Bergogno, Bettola, Bocco, Boschi, Braglio, Brugna, Casaleo, Casetico, Castignola, Ciolla, Cortogno, Costaferrata, Crocicchio, Faieto, Giandeto Straduzzi, Il Monte, La Ripa, Leguigno Faggeto, Lezzolo, L'Incrostolo, Migliara-Boastra, Molino di Cortogno, Monchio l'Axella, Montale, Montata, Paullo Chiesa, Sordiglio, Strada-Fabbrica, Trazara, Trinità, Villa Bonini.

## Demografie
Casina telt ongeveer 1851 huishoudens. Het aantal inwoners steeg in de periode 1991-2001 met 8,3% volgens cijfers uit de tienjaarlijkse volkstellingen van ISTAT.
| Jaar | Inwoneraantal |
| ---- | ------------- |
| 1991 | 4055          |
| 2001 | 4392          |

## Geografie
De gemeente ligt op ongeveer 574 m boven zeeniveau.
Casina grenst aan de volgende gemeenten: Carpineti, Castelnovo né Monti, Canossa, Vezzano sul Crostolo, Viano.